# بيير باليستر
بيير باليستر (بالفرنسية: Pierre Ballester)‏ هو صحفي فرنسي، ولد في 1959.